# Mountsorrel
Mountsorrel ist ein Dorf in Leicestershire am River Soar, südlich von Loughborough und nördlich von Leicester, mit einer Einwohnerzahl von 8.223 Einwohnern im Jahr 2011, die bei der Volkszählung 2021 auf 8.321 stieg. Im Einzugsbereich leben knapp 20.000 Menschen.

## Geografie
Das Dorf liegt im Borough of Charnwood auf einem steilen Hügel, der einst von einer Burg gekrönt war, und wird im Osten vom Fluss Soar begrenzt. Das Dorf ist bekannt für den Buttercross Market in der Ortsmitte und den größten Granitsteinbruch Europas. Der Leicester-Zweig des Grand Union Canal verläuft durch Mountsorrel.

## Geschichte
Eine Burg wurde 1080 von Hugh Lupus erbaut, aber es gibt Hinweise auf eine frühere normannische Siedlung in diesem Gebiet in Form von Keramikfragmenten. Im 4. Jahrhundert n. Chr. soll auf Broad Hill, dem Gelände des heutigen Steinbruchs, eine römische Villa gestanden haben, da bei Steinbrucharbeiten Ende des 19. Jahrhunderts zahlreiche Artefakte, darunter ein erhaltener Holzeimer, gefunden wurden.  Der Name Mountsorrel ist vermutlich französisch-normannischen Ursprungs und bezieht sich vermutlich auf das Schloss Montsoreau. Die örtliche Burg Mountsorrel diente als Bollwerk gegen König Stephan und wurde 1217 von den Männern aus Nottingham zerstört, da sie als „Nest des Teufels und Höhle der Diebe und Räuber“ bezeichnet wurde.  Der Ortschaft wurde 1292 das Marktrecht verliehen. 1377 lebten 156 Einwohner in dem Ort.
Im Jahr 1781 wurde die Einwohnerzahl mit „150 Wohnungen“ angegeben, und 1840 hatte Mountsorrel bereits 1.900 Einwohner. Während des Zweiten Weltkriegs, im Jahr 1942, erwarb Alvis, ein in Coventry ansässiger Hersteller von gepanzerten Fahrzeugen, eine Fabrik, die zuvor zur Herstellung von Pappkartons im Dorf genutzt wurde, nachdem die Fabrik in Coventry von der Luftwaffe bombardiert worden war. Alvis baute eine neue Fabrik auf dem Gelände einer alten Ziegelei, die nach dem Krieg kurzzeitig von DeHavilland, einem Hersteller von Flugzeugpropellern, genutzt wurde, bis Rolls-Royce das Gelände 1945 erwarb. Die Rolls Royce-Fabrik wurde 1994 geschlossen und ist seitdem durch eine Wohnsiedlung ersetzt worden.

## Wirtschaft
In Mountsorrel befindet sich einer der größten Granitsteinbrüche Europas mit einer Fläche von 785 400 m². Der abgebaute Granit wird vor allem im Bauwesen und bei der Straßenreparatur verwendet. Der Steinbruch produziert etwa 10 Millionen Tonnen pro Jahr und verfügt über Reserven von 180 Millionen Tonnen Granit, womit er zu den größten Steinbrüchen in Europa gehört.

## Sehenswürdigkeiten

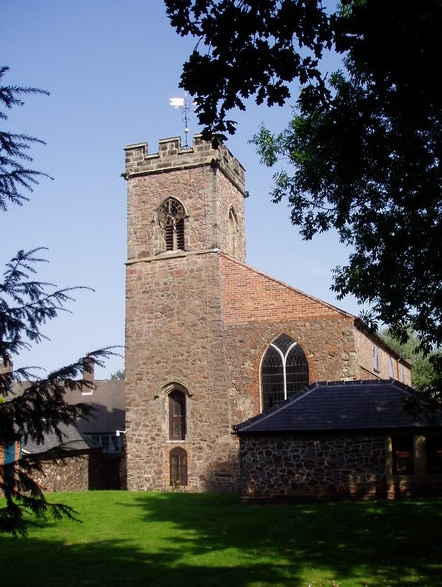
St Peter's Parish Church
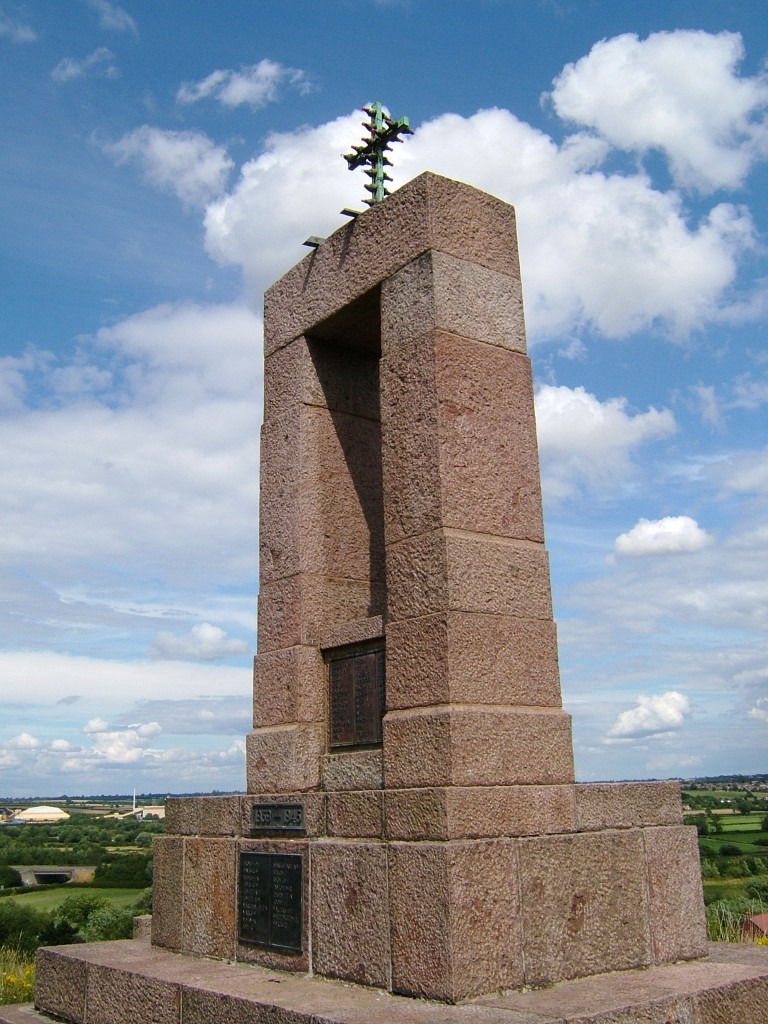
War Wemorial on Castle Hill
- The Butter Market
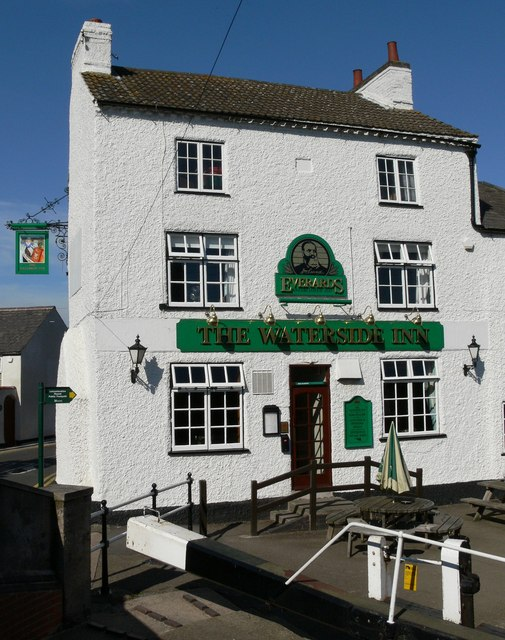
Pub The Waterside Inn

- St Peter's Parish Church
- War Wemorial
- The Waterside Inn